# ドラゴンボール Sparking! ZERO
『ドラゴンボール Sparking! ZERO』（ドラゴンボール スパーキングゼロ、DRAGON BALL Sparking! ZERO、略称:DBSZ）は、スパイク・チュンソフトが開発しバンダイナムコエンターテインメントより2024年10月10日に発売されたゲームソフト。
本作は鳥山明の漫画およびアニメ『ドラゴンボール』を題材にした3D対戦アクションゲーム『ドラゴンボールZ Sparking!』シリーズの第4作目で、前作『ドラゴンボールZ Sparking! METEOR』から17年ぶりの完全新作である。

## ゲームシステム
本作は以下の3つのモードがある。
エピソードバトル
本作のストーリーモード。孫悟空やベジータなど、8人のキャラクターから1人を選択し各キャラクターの視点で原作の闘いを追体験できる1人用モード。基本的には原作通りにシナリオが進むが、選択肢やバトルの勝敗で原作とは異なるIFストーリーが展開される。
ストーリーは原作の「サイヤ人編」から『ドラゴンボール超』の「宇宙サバイバル編」までが収録されている。『ドラゴンボールGT』などのストーリーは含まれていない。選択できるキャラクターは以下の通り。
- 孫悟空
- ベジータ
- 孫悟飯
- ピッコロ
- 未来トランクス
- フリーザ
- ゴクウブラック
- ジレン

カスタムバトル
本作オリジナルのシチュエーションで戦闘を行う「エクストラバトル」とプレイヤーが登場キャラクターや台詞などのシチュエーションを設定し、プレイヤーオリジナルの戦闘を作成できる「エディットモード」がある。作成した戦闘はオンラインで他のプレイヤーと共有することが可能。

超修業モード
超修業モードは、キャラクターの操作方法やシステムなどについて学ぶことができるチュートリアルモードであり、プレイヤーは基本的に悟飯を操作して、さまざまな操作方法をピッコロからレクチャーしてもらうシステムとなっている。
操作体系は「スタンダード」に加え、従来の『ドラゴンボールZ Sparking!』シリーズに合わせた「クラシック」、さらには「アシストモード」が用意されている。

## 開発
開発は過去の『Sparking!』シリーズと同様にスパイク・チュンソフト（旧スパイク）が担当する。
本作を開発するに至った経緯について、本作のプロデューサーである古谷純は「『Sparking!』シリーズは『ドラゴンボールZ Sparking! METEOR』が最終作としてシリーズの完成形を迎えたと思っていました。しかしそこからプラットフォームも進化して、ほかの『ドラゴンボール』ゲームシリーズも発売したりして、新しく『ドラゴンボール』バトルとして新鮮な驚きや感動を与えられるときが来た、ということで17年ぶりにシリーズ最新作に着手いたしました。」と説明した。
本作よりタイトルに『Z』が外れ「ZERO」と付けられた理由について、古谷は「劇場版や『ドラゴンボール超』のキャラクターも登場しますので、今回はZを外して『ドラゴンボール Sparking! ZERO』とさせていただきました。」と説明した。また、海外では過去作にて「Budokai Tenkaichi」シリーズ名義だったが、今作の発表にあたって日本版タイトルと同じ「Sparking! ZERO」へと統一されている。
本作はキャラクターへの「なりきり体験」を重視する方針が取られており、その理由についてプロデューサーの古谷純は、過去のシリーズ作品を見ても、eスポーツよろしく勝敗にこだわるというよりはむしろ『ドラゴンボール』ごっこのような遊び方をしている者が多かったとバンダイナムコエンターテインメントのウェブサイト「ファンファーレ」とのインタビューの中で話している。開発陣は、前作『ドラゴンボールZ Sparking! METEOR』の時よりも技術やプラットフォームが向上していることを活かし、没入感を生むための表現に注力した。たとえば悟空たちが気を溜める場面については、周囲が揺れ動くエフェクトを取り入れたり、さらに強い気を溜める場合は天候が変化する演出が導入された。同様の理由から多数のプレイアブルキャラクターが用意された。その中にはバビディのように原作での戦闘場面が皆無である者や、Dr.ウイローのようにサイズ感が異なる者もいた。
エピソードバトルは様々な場面におけるキャラクターの気持ちを考えたことがきっかけで導入された。たとえばラディッツは原作においては強敵として描かれており、苦戦も含めてこそのキャラクター体験だという考えから発展していったと古谷は「ファンファーレ」とのインタビューの中で説明している。プレイヤーがキャラクターの立場に立つことで感じるものがあるという考えから、このモードでは一人称視点に切り替わる場面も用意された。
カスタムバトルはなりきり体験の一環として導入された。
操作体系のうち、簡略化された「アシストモード」は初心者から『Sparking!』シリーズのファンまで満足してもらえるようにするために導入された。ただし、シリーズの定番である「カウンターアクション」はタイミングが重視される都合上、アシストモードでは単調になってしまうため、上級者はアシストモードの使用者に対して優位になるようバランス調整が施された。

## 登場キャラクター
原作漫画および劇場版を含む過去作のアニメシリーズ作品のキャラクターの他に、本作では新たに『ドラゴンボールZ 神と神』以降のキャラクターも登場する。
発売時点でのプレイアブルキャラクターは182体であり、これは前作『Sparking! METEOR』の161体を大きく上回る。

### プレイアブルキャラクター
並び順はDLC追加プレイアブルキャラクターも含めてキャラクターセレクト画面に準拠。
孫悟空（Z・前期）
声 - 野沢雅子
孫悟空（Z・中期）
声 - 野沢雅子
孫悟空（Z・中期） 超サイヤ人
声 - 野沢雅子
孫悟空（Z・後期）
声 - 野沢雅子
孫悟空（Z・後期） 超サイヤ人
声 - 野沢雅子
孫悟空（Z・後期） 超サイヤ人2
声 - 野沢雅子
孫悟空（Z・後期） 超サイヤ人3
声 - 野沢雅子
孫悟空（超）
声 - 野沢雅子
孫悟空（超） 超サイヤ人
声 - 野沢雅子
孫悟空（超） 超サイヤ人ゴッド
声 - 野沢雅子
孫悟空（超） 超サイヤ人ゴッド超サイヤ人
声 - 野沢雅子
孫悟空（超） 身勝手の極意“兆”
声 - 野沢雅子
孫悟空（超） 身勝手の極意
声 - 野沢雅子
孫悟空（GT）
声 - 野沢雅子
孫悟空（GT） 超サイヤ人
声 - 野沢雅子
孫悟空（GT） 超サイヤ人3
声 - 野沢雅子
孫悟空（GT） 超サイヤ人4
声 - 野沢雅子
孫悟空（少年期）
声 - 野沢雅子
ベジータ（Z・スカウター）
声 - 堀川りょう
大猿ベジータ
声 - 堀川りょう
ベジータ（Z・前期）
声 - 堀川りょう
ベジータ（Z・前期） 超サイヤ人
声 - 堀川りょう
超ベジータ
声 - 堀川りょう
ベジータ（Z・後期）
声 - 堀川りょう
ベジータ（Z・後期） 超サイヤ人
声 - 堀川りょう
ベジータ（Z・後期） 超サイヤ人2
声 - 堀川りょう
魔人ベジータ
声 - 堀川りょう
ベジータ（超）
声 - 堀川りょう
ベジータ（超） 超サイヤ人
声 - 堀川りょう
ベジータ（超） 超サイヤ人ゴッド
声 - 堀川りょう
ベジータ（超） 超サイヤ人ゴッド超サイヤ人
声 - 堀川りょう
ベジータ（GT） 超サイヤ人4
声 - 堀川りょう
孫悟飯（幼年期）
声 - 野沢雅子
孫悟飯（少年期）
声 - 野沢雅子
孫悟飯（少年期） 超サイヤ人
声 - 野沢雅子
孫悟飯（少年期） 超サイヤ人2
声 - 野沢雅子
孫悟飯（青年期）
声 - 野沢雅子
孫悟飯（青年期） 超サイヤ人
声 - 野沢雅子
孫悟飯（青年期） 超サイヤ人2
声 - 野沢雅子
グレートサイヤマン
声 - 野沢雅子
アルティメット悟飯
声 - 野沢雅子
孫悟飯（未来）
声 - 野沢雅子
孫悟飯（未来） 超サイヤ人
声 - 野沢雅子
ピッコロ
声 - 古川登志夫
ピッコロ（神と融合）
声 - 古川登志夫
ネイル
声 - 楠大典
クリリン
声 - 田中真弓
ヤムチャ
声 - 古谷徹
天津飯
声 - 緑川光
トランクス（剣）
声 - 草尾毅
トランクス（剣） 超サイヤ人
声 - 草尾毅
トランクス（格闘）
声 - 草尾毅
トランクス（格闘） 超サイヤ人
声 - 草尾毅
超トランクス
声 - 草尾毅
未来トランクス
声 - 草尾毅
未来トランクス 超サイヤ人
声 - 草尾毅
トランクス（幼年期）
声 - 草尾毅
トランクス（幼年期） 超サイヤ人
声 - 草尾毅
孫悟天
声 - 野沢雅子
孫悟天 超サイヤ人
声 - 野沢雅子
ベジット
声 - 野沢雅子 ＆ 堀川りょう
超ベジット
声 - 野沢雅子 ＆ 堀川りょう
ベジット 超サイヤ人ゴッド超サイヤ人
声 - 野沢雅子 ＆ 堀川りょう
超ゴジータ（Z）
声 - 野沢雅子 ＆ 堀川りょう
ゴジータ（超）
声 - 野沢雅子 ＆ 堀川りょう
ゴジータ（超） 超サイヤ人
声 - 野沢雅子 ＆ 堀川りょう
ゴジータ（超） 超サイヤ人ゴッド超サイヤ人
声 - 野沢雅子 ＆ 堀川りょう
ゴジータ（GT） 超サイヤ人4
声 - 野沢雅子 ＆ 堀川りょう
ゴテンクス
声 - 野沢雅子 ＆ 草尾毅
ゴテンクス 超サイヤ人
声 - 野沢雅子 ＆ 草尾毅
ゴテンクス 超サイヤ人3
声 - 野沢雅子 ＆ 草尾毅
ビーデル
声 - 皆口裕子
亀仙人
声 - 佐藤正治
亀仙人 MAXパワー
声 - 佐藤正治
フリーザ（Z） 第一形態
声 - 中尾隆聖
フリーザ（Z） 第二形態
声 - 中尾隆聖
フリーザ（Z） 第三形態
声 - 中尾隆聖
フリーザ（Z） 第四形態
声 - 中尾隆聖
フリーザ（Z） フルパワー
声 - 中尾隆聖
メカフリーザ
声 - 中尾隆聖
フリーザ（超）
声 - 中尾隆聖
ゴールデンフリーザ
声 - 中尾隆聖
セル 第一形態
声 - 若本規夫
セル 第二形態
声 - 若本規夫
セル 完全体
声 - 若本規夫
パーフェクトセル
声 - 若本規夫
セルジュニア
声 - 藤本たかひろ
魔人ブウ
声 - 塩屋浩三
魔人ブウ（純粋悪）
声 - 塩屋浩三
魔人ブウ（悪）
声 - 塩屋浩三
魔人ブウ（悪） ゴテンクス吸収
声 - 塩屋浩三
魔人ブウ（悪） 孫悟飯吸収
声 - 塩屋浩三
魔人ブウ（純粋）
声 - 塩屋浩三
ミスター・サタン
声 - 江原正士
餃子
声 - 江森浩子
ヤジロベー
声 - 田中真弓
パン（GT）
声 - 皆口裕子
ウーブ（GT）
声 - 私市淳
スーパーウーブ（GT）
声 - 私市淳
バーダック
声 - 野沢雅子
ラディッツ
声 - 千葉繁
栽培マン
声 - 沼田祐介
ナッパ
声 - 稲田徹
ザーボン
声 - 三浦祥朗
スーパーザーボン
声 - 三浦祥朗
ドドリア
声 - 長嶝高士
キュイ
声 - 竹本英史
ギニュー
声 - 小西克幸
リクーム
声 - 佐々木誠二
バータ
声 - 小野坂昌也
ジース
声 - 岸尾だいすけ
グルド
声 - 高戸靖広
コルド大王
声 - 大友龍三郎
人造人間16号
声 - 緑川光
人造人間17号（Z）
声 - 中原茂
人造人間17号（超）
声 - 中原茂
人造人間18号
声 - 伊藤美紀
人造人間19号
声 - 堀之紀
ドクター・ゲロ
声 - 沢木郁也
魔導師バビディ
声 - 島田敏
ダーブラ
声 - 大友龍三郎
フリーザ軍兵士
声 - 沼田祐介 / 山口太郎
ブロリー（Z）
声 - 島田敏
ブロリー（Z） 超サイヤ人
声 - 島田敏
ブロリー（Z） 伝説の超サイヤ人
声 - 島田敏
ブロリー（超）
声 - 島田敏
ブロリー（超） 超サイヤ人
声 - 島田敏
ブロリー（超） 超サイヤ人フルパワー
声 - 島田敏
スーパーガーリックJr.
声 - 千葉繁
Dr.ウイロー
声 - 木村雅史
ターレス
声 - 野沢雅子
スラッグ
声 - 屋良有作
スラッグ 巨大化
声 - 屋良有作
クウラ
声 - 中尾隆聖
クウラ 最終形態
声 - 中尾隆聖
メタルクウラ
声 - 中尾隆聖
人造人間13号
声 - 遠藤守哉
合体13号
声 - 遠藤守哉
ボージャック
声 - 玄田哲章
フルパワーボージャック
声 - 玄田哲章
ジャネンバ
声 - 玄田哲章
スーパージャネンバ
声 - 玄田哲章
タピオン
声 - 優希比呂
ヒルデガーン
声 - 青森伸
ベジータベビー（GT）
声 - 沼田祐介
スーパーベビー1（GT）
声 - 沼田祐介
スーパーベビー2（GT）
声 - 沼田祐介
大猿ベビー（GT）
声 - 沼田祐介
一星龍（GT）
声 - 柴田秀勝
超一星龍（GT）
声 - 柴田秀勝
スポポビッチ
声 - 江川央生
ビルス
声 - 山寺宏一
ウイス
声 - 森田成一
ゴクウブラック
声 - 野沢雅子
ゴクウブラック 超サイヤ人ロゼ
声 - 野沢雅子
ザマス
声 - 三木眞一郎
合体ザマス
声 - 三木眞一郎
合体ザマス 半身崩壊
声 - 三木眞一郎
ヒット
声 - 山路和弘
フロスト
声 - 中尾隆聖
キャベ
声 - 岸尾だいすけ
キャベ 超サイヤ人
声 - 岸尾だいすけ
キャベ 超サイヤ人2
声 - 岸尾だいすけ
カリフラ
声 - 小松由佳
カリフラ 超サイヤ人2
声 - 小松由佳
ケール
声 - ゆかな
ケール 超サイヤ人 暴走
声 - ゆかな
ケール 超サイヤ人
声 - ゆかな
ケフラ
声 - 小松由佳 ＆ ゆかな
ケフラ 超サイヤ人
声 - 小松由佳 ＆ ゆかな
ケフラ 超サイヤ人2
声 - 小松由佳 ＆ ゆかな
ジレン
声 - 花輪英司
ジレン フルパワー
声 - 花輪英司
トッポ
声 - 乃村健次
トッポ 破壊神
声 - 乃村健次
ディスポ
声 - 島田敏
ベルガモ
声 - 竹本英史
リブリアン
声 - 北川里奈
カクンサ
声 - 白石涼子
ロージィ
声 - 斉藤佑圭
アニラーザ
声 - 江川央生
孫悟飯（SH）
声 - 野沢雅子
孫悟飯（SH） 超サイヤ人
声 - 野沢雅子
アルティメット悟飯（SH）
声 - 野沢雅子
孫悟飯ビースト
声 - 野沢雅子
ピッコロ（SH）
声 - 古川登志夫
ピッコロ（SH） 潜在能力解放
声 - 古川登志夫
オレンジピッコロ
声 - 古川登志夫
オレンジピッコロ 巨大化
声 - 古川登志夫
ガンマ1号
声 - 神谷浩史
ガンマ2号
声 - 宮野真守
セルマックス
声 - 若本規夫
孫悟空（ミニ）
声 - 野沢雅子
孫悟空（ミニ） 超サイヤ人
声 - 野沢雅子
ベジータ（ミニ）
声 - 三野雄大
ベジータ（ミニ） 超サイヤ人
声 - 三野雄大
ベジータ（ミニ） 超サイヤ人2
声 - 三野雄大
ベジータ（ミニ） 超サイヤ人3
声 - 三野雄大
グロリオ
声 - 内山昂輝
パンジ
声 - ファイルーズあい
魔人クウ
声 - 関智一
シャロット
声 - 赤羽根健治

### CPU専用キャラクター
現時点ではエピソードバトルにのみ登場するキャラクター。
ゴハンブラック
声 - 野沢雅子
本作初登場のオリジナルキャラクター。『超』本編のゴクウブラックと同じく、平行世界のザマスが超ドラゴンボールを使い、孫悟飯と精神を入れ替えた存在。ゴクウブラックとは異なり超サイヤ人ロゼには変身しないが、同じ闘気を放出するアルティメット化が可能。
合体ザマス（ゴハンブラック合体）
声 - 三木眞一郎
本作初登場のオリジナルキャラクター。未来世界のザマスとゴハンブラックがポタラで合体した姿で、髪型が孫悟飯（未来）に似ている。
合体ザマス 半身崩壊（ゴハンブラック合体）
声 - 三木眞一郎
本作初登場のオリジナルキャラクター。

## 販売
2023年3月5日より開催の「ドラゴンボール ゲームズバトルアワー2023」にて制作が発表され、ティザー映像が公開された。ティザー映像では旧Sparking!シリーズの映像を数十秒流した後、孫悟空が超サイヤ人に変身する場面で今作の映像に切り替わり、超サイヤ人ゴッド超サイヤ人に変身するという演出がなされた。
2023年12月8日、「The Game Awards2023」にて正式タイトル、および、対応ハードがPlayStation 5、Xbox Series X/Sであることが発表され、アナウンスメントトレーラーが公開された。
2024年6月8日、「Summer Game Fest 2024」にてPlayStation 5版およびXbox Series X/S版の発売日が2024年10月10日であること、2024年10月11日にSteam版が発売されることが発表された。

## 反響・評価
発売に先駆けてユーザー体験会が開かれた際、試遊した来場者、とりわけ『Sparking!』シリーズファンから大きな反響が寄せられた。また、シリーズのファンからは操作体系として「スタンダード」と「クラシック」が用意されていたことが好評だった。
発売から24時間で全世界累計販売本数が300万本を突破した。バンダイナムコエンターテインメントは今回の売上について「30以上のグループの海外拠点と連携を図り、北米でのロードツアーをはじめ、欧州、南米、アジア地域でのゲームイベントへの出展など、地域ごとの特性に合ったマーケティング施策を実施したことで、これまで以上に幅広いファンに遊んでいただき、このような結果につながった」と説明した。
2024年10月11日にリリースされたSteam版は、開始24時間で最大同時接続人数が12万人を突破した。この数字は『ドラゴンボール ファイターズ』（最大44,303人）や、『ドラゴンボールZ KAKAROT』（最大25,852人）などの作品を上回り、『ドラゴンボール』ゲーム史上トップの記録となった。また、Steam版でのユーザーレビュー総数11,766件（2024年10月11日時点）のうち、94％が好評と非常に好評の評価を受けている。
批評面においては、キャラクター性やグラフィックが評価された一方、戦闘システムについては意見が分かれた。

## ダウンロードコンテンツ
プレオーダー特典にて「孫悟空（ミニ）」が追加される他、映画『ドラゴンボール超 スーパーヒーロー』とアニメ『ドラゴンボールDAIMA』、スマホゲームアプリ『ドラゴンボール レジェンズ』から総勢20体以上のプレイアブルキャラクターが参戦予定。
| 名称                                                         | 内容 | 配信日         |
| ------------------------------------------------------------ | --- | -------------- |
| プレオーダーパック                                           | プレイアブルキャラクター早期解放 「ゴジータ（超）」 「ゴジータ（超） 超サイヤ人」 「ゴジータ（超） 超サイヤ人ゴッド超サイヤ人」 「ブロリー（超）」 「ブロリー（超） 超サイヤ人」 「ブロリー（超） 超サイヤ人フルパワー」 追加プレイアブルキャラクター 「孫悟空（ミニ）」                                       | 2024年10月10日 |
| 武闘パック                                                   | プレイアブルキャラクター早期解放 「孫悟飯（未来）」 「孫悟飯（未来） 超サイヤ人」 「バーダック」 性能アイテム1点 | 2025年4月25日  |
| ビクトリーパック                                             | 性能アイテム1点 アクセサリ1点 | 2025年4月25日  |
| アニソン＆BGMパック1                                         | 『ドラゴンボールZ』、『ドラゴンボール超』のアニメおよび映画の主題歌およびBGM11曲 | 2024年10月8日  |
| アニソン＆BGMパック2                                         | 『ドラゴンボール』、『ドラゴンボールZ』、『ドラゴンボール超』、『ドラゴンボールGT』のアニメおよび映画の主題歌およびBGM12曲 | 2024年10月8日  |
| アルティメットアップグレードパック                           | コスチューム1点 エモートボイスセット プレイヤーカード背景2点 性能アイテム1点 | 2024年10月8日  |
| シーズンパス                                                 | 以下のDLCのセット DLC1-「正義のヒーロー」パック DLC2-「ドラゴンボールDAIMA」キャラクターパック1 追加DLC-「サイヤ人 シャロット（ドラゴンボール レジェンズ）」 DLC3 | 2024年10月10日 |
| DLC1 「正義のヒーロー」パック                                | 追加プレイアブルキャラクター 「孫悟飯（SH）」 「孫悟飯（SH） 超サイヤ人」 「アルティメット悟飯（SH）」 「孫悟飯ビースト」 「ピッコロ（SH）」 「ピッコロ（SH） 潜在能力解放」 「オレンジピッコロ」 「オレンジピッコロ 巨大化」 「ガンマ1号」 「ガンマ2号」 「セルマックス」 コスチューム1点 エクストラバトル3点 | 2025年1月24日  |
| DLC2 「ドラゴンボールDAIMA」キャラクターパック1              | 追加プレイアブルキャラクター 「孫悟空（ミニ） 超サイヤ人」 「ベジータ（ミニ）」 「ベジータ（ミニ） 超サイヤ人」 「ベジータ（ミニ） 超サイヤ人2」 「ベジータ（ミニ） 超サイヤ人3」 「グロリオ」 「パンジ」 「魔人クウ」 コスチューム1点                                                                         | 2025年4月25日  |
| 追加DLC 「サイヤ人 シャロット（ドラゴンボール レジェンズ）」 | 追加プレイアブルキャラクター 「シャロット」 | 2025年6月27日  |

## 関連書籍
- ドラゴンボール Sparking！ ZERO 零武闘書（2024年10月10日、集英社〈Vジャンプブックス〉、ISBN 978-4-08-779821-0）